# 13. december
13. december je 347. dan leta (348. v prestopnih letih) v gregorijanskem koledarju. Ostaja še 18 dni.

## Dogodki
- 1294 – odstopi papež Celestin IV.
- 1545 – začetek tridentinskega koncila
- 1577 – Francis Drake začne v Plymouthu plovbo okoli sveta
- 1897 – ruske enote zasedejo Port Arthur
- 1903 – patentiran kornet za sladoled
- 1918 – ameriška vojska okupacije prekorači Ren
- 1939 – v zalivu Le Plata pride do prve pomorske bitke v 2. svetovni vojni
- 1940 – Pétain odstavi Lavala in ga da aretirati
- 1944 – japonski kamikaze uničijo ameriško križarko USS Nashville
- 1962 – snežni plaz na Zelenici zasuje skupino graničarjev, dva graničarja umreta
- 1981 – Wojciech Jaruzelski razglasi vojno stanje v Poljski
- 1990 – prvič se sestaneta Frederik Willem de Klerk in Nelson Mandela
- 2003 – Sadam Husein je ujet v Tikritu

## Rojstva
- 1272 – Friderik III., sicilski kralj († 1337)
- 1363 – Jean Charlier de Gerson, francoski teolog in mistik († 1429)
- 1533 – Erik XIV., švedski kralj († 1577)
- 1553 – Henrik IV., francoski kralj († 1610)
- 1662 – Francesco Bianchini, italijanski astronom, fizik, anatom, botanik, filozof, teolog, orientalist, historiograf, arheolog († 1729)
- 1797 – Heinrich Heine, nemški pesnik († 1856)
- 1816 – Ernst Werner von Siemens, nemški inženir, podjetnik († 1892)
- 1838 – Pierre-Marie-Alexis Millardet, francoski botanik († 1902)
- 1887 – George Pólya, madžarsko-ameriški matematik, fizik, metodolog († 1985)
- 1903 – Carlos Montoya, špansko-ameriški kitarist († 1993)
- 1915 – Curd Jürgens, nemški filmski igralec († 1982)
- 1921 – Janko Messner, slovenski pisatelj († 2011)
- 1922 – Karel Destovnik - Kajuh, slovenski pesnik († 1944)
- 1929 – Christopher Plummer, kanadski filmski igralec († 2021)
- 1945 – Sašo Stevović,slovensko-črnogorski kipar
- 1964 – Arturs Krišjānis Kariņš, latvijski politik, evroposlanec in jezikoslovec
- 1966 – Jure Zdovc, slovenski košarkar
- 1979 – Matjaž Smodiš, slovenski košarkar
- 1981 – Amy Lee, ameriška glasbenica
- 1989 – Taylor Swift, ameriška glasbenica, tekstopiska

## Smrti
- 558 – Hildebert I., frankovski kralj (* okoli 496)
- 838 – Pipin I. Akvitanski, kralj Akvitanije (*  797)
- 1048 – al-Biruni, arabski matematik, astronom, fizik, učenjak, enciklopedist, učitelj (* 973)
- 1087 – Marija Dobronega, poljska vojvodinja (* 1012)
- 1123 – Henrik IV. Koroški, vojvoda Koroške
- 1124 – papež Kalist II.
- 1126 – Henrik IX. Črni, bavarski vojvoda (* 1075)
- 1204 – Mojzes ben Majmon, latinizirano Maimonides, španski judovski teolog, pravnik, zdravnik, filozof (* 1135)
- 1213 – Vilijem Winchesterski, nemški saksonski princ, baron Lüneburga (* 1184)
- 1239 – Albert III., habsburški grof (* 1188)
- 1250 – Friderik II. Hohenstaufen, rimsko-nemški cesar, sicilski kralj (* 1194)
- 1277 – Janez I., vojvoda Braunschweig-Lüneburga (* 1242)
- 1313 – Ivan Parricida, nemški plemič iz hiše Habsburžanov, morilec kralja Albrehta I. (* 1290)
- 1315 – Gaston I., grof Foixa, soknez Andore (* 1287)
- 1404 – Albert I., bavarski vojvoda (* 1336)
- 1466 – Donatello, italijanski kipar (* 1386)
- 1521 – Manuel I., portugalski kralj (* 1469)
- 1557 – Niccolo Fontana Tartaglia, italijanski matematik, fizik, inženir, geometer (* 1499/1500)
- 1729 – Anthony Collins, angleški teolog in religiolog (* 1676)
- 1754  - Mahmud I., sultan Osmanskega cesarstva (* 1669)
- 1784 – Samuel Johnson, angleški leksikograf, pisatelj, pesnik in kritik (* 1709)
- 1863 – Christian Friedrich Hebbel, nemški dramatik in lirik (* 1813)
- 1881 – August Šenoa, hrvaški pisatelj (* 1838)
- 1919 – Woldemar Voigt, nemški fizik (* 1850)
- 1930 – Friderik Pregl, slovensko-avstrijski zdravnik, kemik, nobelovec 1923 (* 1869)
- 1931 – Gustave Le Bon, francoski socialni psiholog (* 1840)
- 1944 – Vasilij Vasiljevič Kandinski, ruski slikar, grafik, umetnostni teoretik (* 1866)
- 1953 – Marjorie Kinnan Rawlings, ameriška pisateljica (* 1896)
- 1955 – António Egas Moniz, portugalski nevrolog, nobelovec 1949 (* 1874)
- 1974 – Yakup Kadri Karaosmanoglu, turški pisatelj, prevajalec (* 1889)
- 1995 – Anatolij Djatlov, ukrajinski jedrski inženir (* 1931)
- 2020 – Otto Barić, hrvaški nogometni trener (* 1933)

## Goduje
- sveta Lucija